# Jan Harms Contermans
Jan Harms Contermans was schutmeester van een in circa 1650 gebouwde vallaat of  sluis in de Linde in het zuiden van Friesland.
In het jaar 1742 beklaagden schippers, als gebruikers van het vallaat, zich in een brief bij de Staten van Friesland. Ze beschuldigen Contermans ervan dat hij 's nachts het water liet weglopen zodat hun schepen droog vielen. De schutmeester liet volgens de brief pas weer water in de sluis nadat de schippers een grote hoeveelheid jenever bij hem hadden gekocht. Ook zette hij omliggende landerijen naar eigen goeddunken blank.
In het huidige dorpje De Hoeve is  zowel een weg (Kontermansweg) als een brug (Kontermansbrug) naar Contermans genoemd. De eerste topografische opname van het vallaat in de Linde dateert van 1692. Het werd aangegeven in de druk van 1718 van de Schotanusatlas. 